# Каникулы Санта Клауса
«Каникулы Санта Клауса» (англ. Santa Who?) — телефильм, первый показ которого состоялся в 2000 году на телеканале ABC, в главной роли Лесли Нильсен, режиссёр Уильям Диар. Сюжет основан на том, что прямо перед Рождеством у Санта Клауса пропала память. В 2009 году фильм был ещё раз показан на телеканале ABC Family.

## Сюжет
Сюжет начинается с того, что Санта-Клаус случайно выпал из своих волшебных саней и упал на капот машины Питера. С ним, вроде бы, всё в порядке, но он совершенно не помнит, кто он такой.
Репортер Питер решил сделать программу, в которой он хотел помочь Санте найти родственников и заодно поднять свой рейтинг у телезрителей.
Санта стал работать в торговом центре, где и проводились съёмки передачи Питера.
Все думали, что это ненастоящий Санта-Клаус. Единственный, кто подозревал в бородатом дедушке настоящего Санта-Клауса, это семилетний сын Клер — Зак. Тем временем помощники Санта Клауса — эльфы, под предводительством своего эльфа-босса Макса, — начинают розыскивать своего шефа.

## В ролях
| Актёр           | Роль                |
| --------------- | ------------------- |
| Лесли Нильсен   | Санта Клаус         |
| Стивен Экхольдт | Питер Олбрайт       |
| Робин Лайвли    | Клэр Дрейер         |
| Макс Морроу     | Зак Дрейер          |
| Томми Дэвидсон  | Макс                |
| Даррен Фрост    | Эльф Руперт         |
| Карен Леблан    | Ленни               |
| Тед Атертон     | Джордж              |
| Эрик Кнудсен    | непослушный мальчик |